# Begonia hirtella
Begonia hirtella là một loài thực vật có hoa trong họ Thu hải đường. Loài này được Link mô tả khoa học đầu tiên năm 1822.

## Hình ảnh

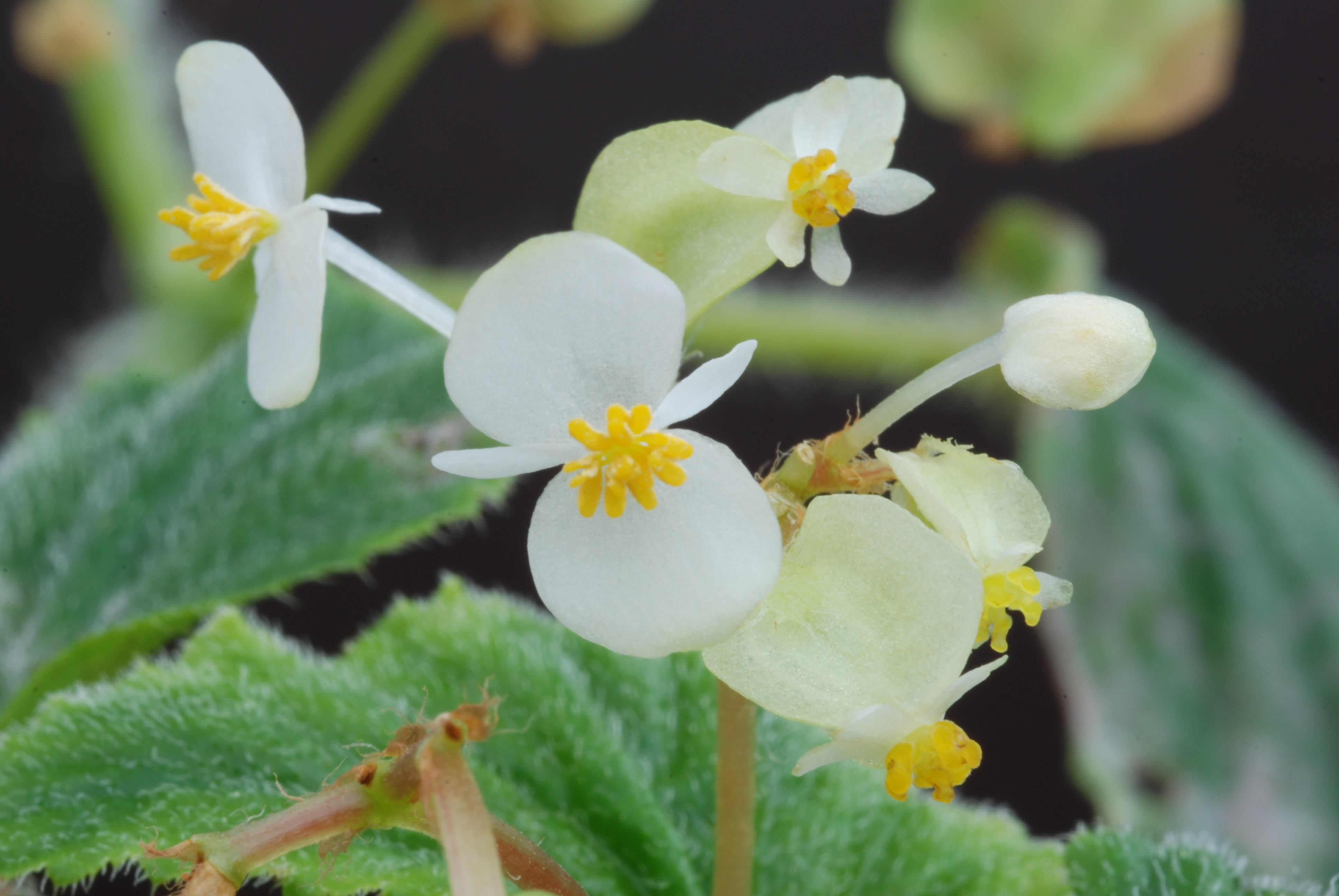
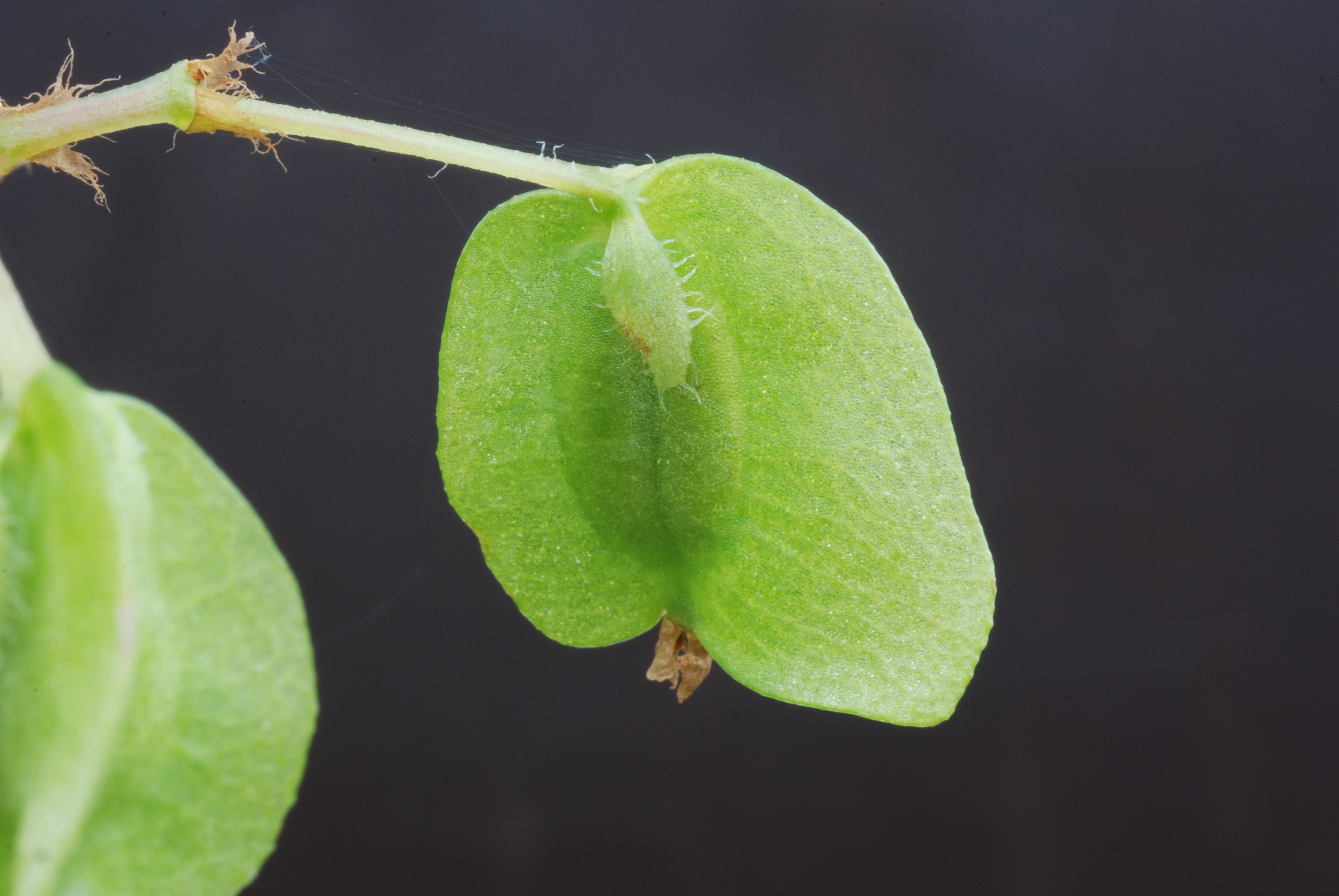
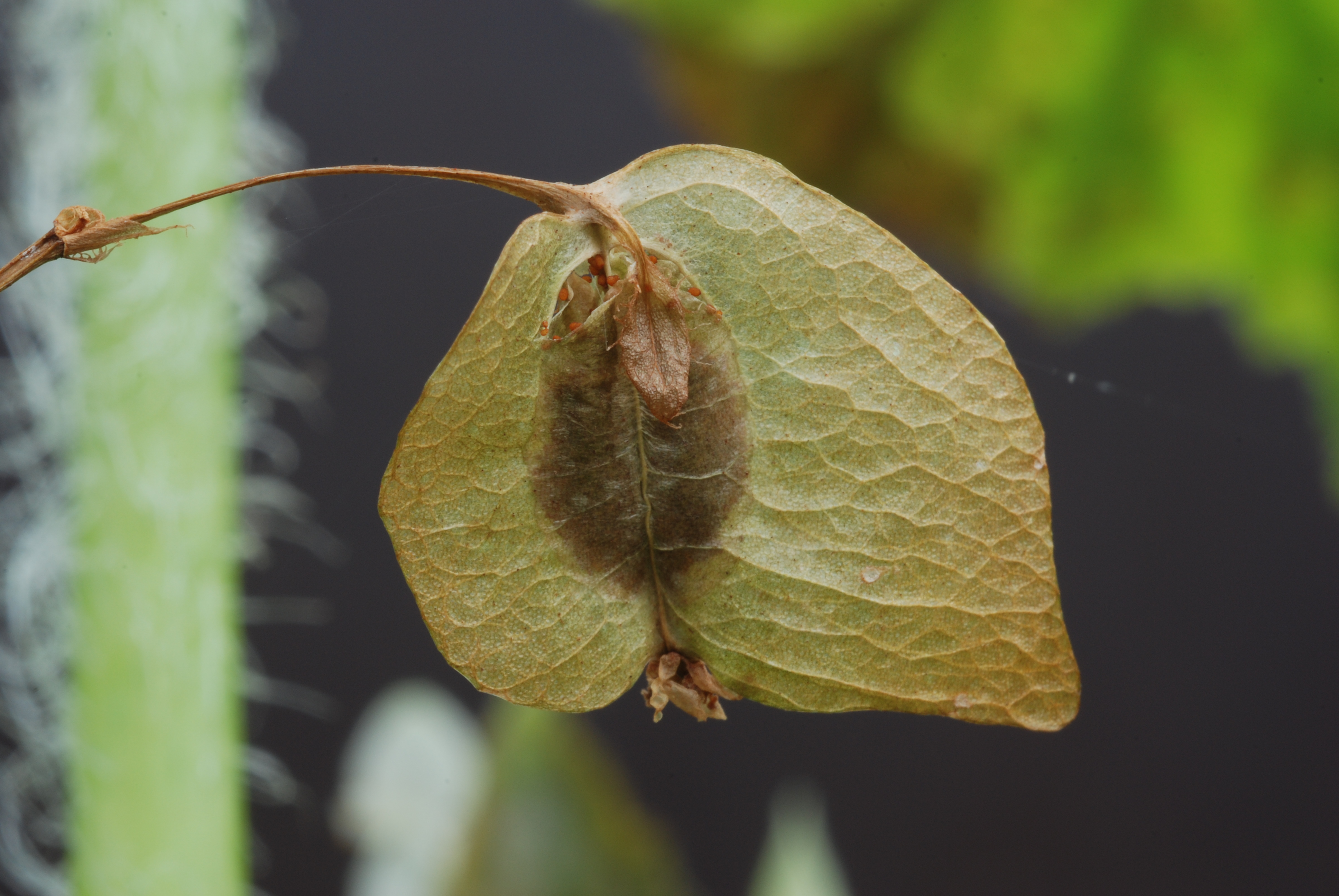
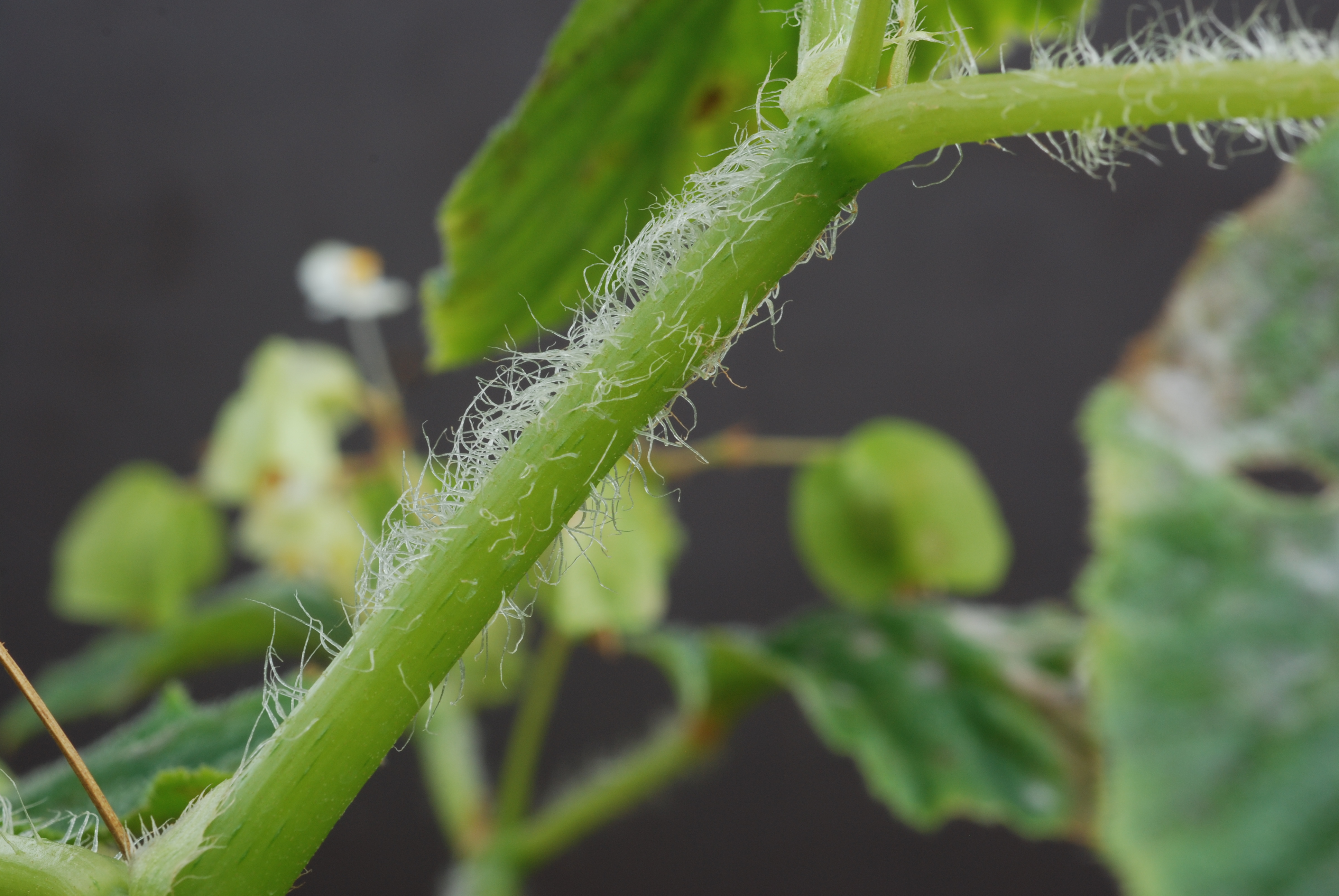